# Conspiracy of Silence
Conspiracy of Silence är en dramafilm från 2001 inspelad på Irland och grundad på verkliga händelser. Filmen handlar om den katolska kyrkans celibat-löfte, och vad denna tradition har för effekter idag. För manus och regi svarade John Deery. 

## Utmärkelser
Filmen vann flera priser, bland annat U.S. National Board of Review of Motion Pictures' Freedom of Expression Award (2004), ett pris som filmen delade med Michael Moores Fahrenheit 9/11 och Mel Gibsons The Passion of the Christ. 

## Skådespelare
| Jonathan Forbes    | – Daniel McLaughlin       |
| Hugh Bonneville    | – Fr. Jack Dowling        |
| Brenda Fricker     | – Annie McLaughlin        |
| Sean McGinley      | – Fr. Rector Cathal       |
| Hugh Quarshie      | – Fr. Joseph Ennis, S.J.  |
| Jason Barry        | – David Foley             |
| Paudge Behan       | – Niall                   |
| Sean Boru          | – Father Murphy           |
| Olivia Caffrey     | – Liz Foley               |
| Tommy Carey        | – Sean                    |
| Padraig O'Loinsigh | – Fr. Frank Sweeney       |
| Carmel Cryan       | – Mrs. McDermott          |
| Catherine Cusack   | – Mary McLaughlin         |
| Patrick Doyle      | – Senior Umpire #1        |
| Patrick Duggan     | – Micky                   |
| Christopher Dunne  | – Fr. Martin Hennessy     |
| Jim Dunne          | – Senior Umpire #2        |
| James Ellis        | – Jim O'Brien             |
| Anna Rose Fullen   | – Martha                  |
| Jim Howlin         | – Team Manager            |
| Jason Kavanagh     | – Liam                    |
| Sinead Keenan      | – Majella                 |
| John Lynch         | – Fr. Matthew Francis     |
| Edward MacLiam     | – Fitzpatrick             |
| Owen McDonnell     | – Noel                    |
| Fintan McKeown     | – Monsignor Thomas        |
| Kevin McMahon      | – Donal                   |
| Brendan McNamara   | – Declan                  |
| Justine Mitchell   | – Assistant Floor Manager |
| Ciaran Murtagh     | – Michael                 |
| Jim Norton         | – Bishop Michael Quinn    |
| Niall O'Brien      | – John                    |
| Chris O'Dowd       | – James                   |
| Aidan O'Hara       | – Paul                    |
| Lillian Patton     | – Molly                   |
| Sid Rainey         | – Joe                     |
| Phil Roache        | – Supporter               |
| Fergal Spelman     | – TV Director             |
| Elaine Symons      | – Marie                   |
| Harry Towb         | – Father Doherty          |
| Catherine Walker   | – Sinead                  |
| Nuala Walsh        | – Mrs. McGlynn            |